# Francis Blake Delaval (officier)

Seaton Delaval Hall près de Newcastle upon Tyne

Francis Blake Delaval (27 décembre 1692 – 9 décembre 1752) est officier de la Royal Navy et un député. 

## Biographie
Il est le fils d'Edward Delaval (apparenté aux baronnets Delaval) et de sa femme Mary, fille de Francis Blake de Cogges (apparenté aux baronnets Blake). Il hérite de Seaton Delaval Hall de son oncle, l'amiral George Delaval, et de Ford Castle de la famille de sa mère. Il représente le Northumberland au Parlement de 1716 à 1722. 
En août 1724, il épouse Rhoda Apreece, héritière de Doddington Hall, Lincolnshire ; ils ont onze enfants dont trois fils : Francis Blake Delaval (homme politique), John Delaval (1er baron Delaval) et Edward Delaval. Sa fille Rhoda Delaval épouse Edward Astley (4e baronnet) de Melton Constable ; par qui Seaton Delaval est passé à la famille Astley (plus tard baron Hastings) par son fils Jacob Astley (5e baronnet) Une autre fille, Anne, épouse William Stanhope, député. Une troisième fille, Sarah, épouse John Savile (1er comte de Mexborough). 
Le 9 décembre 1752, le capitaine Delaval tombe sur les marches du portique sud de Seaton Delaval Hall et est décédé des suites de ses blessures. 